# Gettysburg (Film)
Gettysburg ist ein US-amerikanischer Spielfilm aus dem Jahr 1993, der die Geschehnisse während der Schlacht von Gettysburg vom 1. Juli bis zum 3. Juli 1863 während des Amerikanischen Bürgerkriegs dramatisiert. Die Ereignisse werden aus Sicht der Hauptfiguren Colonel Chamberlain, General James Longstreet, General Robert E. Lee, Brigadegeneral John Buford und einiger weiterer Offiziere geschildert.
Das Drehbuch von Ronald F. Maxwell, der auch Regie führte, basiert auf dem mit dem Pulitzer-Preis ausgezeichneten Roman The Killer Angels von Michael Shaara. 2002 inszenierte Regisseur Ronald F. Maxwell mit Gods and Generals ein Prequel zu Gettysburg.

## Handlung
Der Film erzählt die Geschichte der blutigsten Schlacht, die je auf amerikanischem Boden ausgetragen wurde, der Schlacht von Gettysburg. In den drei Tagen dieser Schlacht verloren 5.500 Soldaten ihr Leben, weitere etwa 38.500 wurden verwundet.
Neben großangelegten Schlachtsequenzen werden auch die Konflikte zwischen den kommandierenden Offizieren auf Seiten der Konföderierten, verkörpert von Martin Sheen und Tom Berenger, ausführlich behandelt. Zudem wird durch die Episode um General Armistead deutlich gemacht, wie stark der Krieg die gesamte amerikanische Bevölkerung in zwei Lager teilte: der vormals beste Freund des Generals, General Hancock, ist nun sein Feind.
Ein anderer Aspekt ist die Rekrutierung sowie die soziale Struktur der Armee. Zum einen wird von einer Einheit erzählt, die trotz ihrer ursprünglichen Dienstverweigerung zum Kampf motiviert wird. Zum anderen wird dargestellt, dass hier keine Berufssoldaten aufeinander treffen, sondern normale Amerikaner. Letztendlich verstanden sich die Soldaten des Freiwilligenheeres als freie Männer, die gewohnt waren, ihre Anführer nach demokratischen Regeln zu wählen.
Die historischen Geschehnisse und der Ablauf der Schlacht werden detailliert wiedergegeben.

### Prolog
Im Vorspann des Films werden Originalfotos der an der Schlacht beteiligten Offiziere und Soldaten auf das Bild des jeweiligen Schauspielers überblendet.

### Erster Tag
Während des Pennsylvania-Feldzuges erfährt der konföderierte General Longstreet von dem Spion Harrison, dass die Potomac-Armee von Süden auf ihn zumarschiert. Longstreet lässt dies sofort seinem Oberbefehlshaber Robert E. Lee melden. Da Lee den Kontakt zu seiner Kavallerie verloren hat, beschließt er, nach Süden abzuschwenken und seine drei Korps bei der Kleinstadt Gettysburg zusammenzuziehen.
US-Kavalleriegeneral Buford erkennt, dass sich die Nordvirginia-Armee nach Süden bewegt. Er beschließt, auf dem Seminary Ridge in Stellung zu gehen, um den Feind von den Hügeln südlich von Gettysburg abzuhalten.
Dem Regimentskommandeur Joshua Chamberlain werden 120 Befehlsverweigerer zugeteilt. Mit einer bemerkenswerten Ansprache überzeugt er die Meuterer, sich seinem 20th Maine Regiment anzuschließen.
Mit dem Angriff der Konföderierten auf den Mc Pherson’s Ridge beginnt die Schlacht. Buford hält seine Stellung gegen eine wachsende Übermacht. Als die Unionssoldaten schließlich zurückweichen, haben nachrückende Verstärkungstruppen bereits die Hügel von Gettysburg besetzt.

### Zweiter Tag
Das 20th Maine Volunteer Infantry Regiment und einige Scharfschützen des 2nd United States Volunteer Sharpshooter Regiment (Berdan-Sharpshooters) werden im letzten Moment auf den Little Round Top südlich von Gettysburg verlegt. Chamberlain erkennt schnell die Wichtigkeit seiner Stellung an der äußersten linken Flanke der Unionsarmee, als er den Befehl erhält, die Position um jeden Preis zu halten („Hold to the last“). Kurz darauf beginnt der Angriff der zahlenmäßig überlegenen Südstaatler. Chamberlains Männer werfen unter schweren Verlusten Angriff für Angriff zurück. Als dem 20th Maine die Munition ausgeht, entscheidet sich Chamberlain für eine Bajonett-Attacke gegen den angreifenden Feind. Die erschöpften Südstaatler werden völlig überrascht und vom Hügel gedrängt. Wenig später treffen Unionstruppen zur Verstärkung ein – der Little Round Top wird gehalten.

### Dritter Tag
Da beide Flanken der Union die Angriffe vom Vortag abgewehrt haben, entscheidet sich Lee für einen Frontalangriff auf das Zentrum. Er befiehlt General Longstreet, mit drei Divisionen den Cemetery Ridge anzugreifen. Longstreet hält das für Wahnsinn, gehorcht aber trotzdem.
Als Colonel Chamberlain von seinem Bruder, welcher in derselben Einheit als Lieutenant unter ihm dient, die Todesmeldung seines Freundes Sergeant Kilrain überbracht wird, bricht die Hölle über den Cemetery Ridge herein. 120 konföderierte Kanonen beginnen mit dem Beschuss für den bevorstehenden Angriff. Als Chamberlain Deckung sucht, sieht er, wie Korpskommandeur Hancock seelenruhig durch den Kugelhagel reitet und Kommandos zur Verteidigung gibt („There are times when a corps commander’s life does not count.“ – Es gibt Momente, in denen das Leben eines Korpskommandeurs nicht zählt). 15.000 Mann der Nordvirginia-Armee marschieren wie bei einer Parade über das Feld vor dem Cemetery Ridge. Nach einem mörderischen Gefecht bricht der Angriff schließlich im Verteidigungsfeuer der Unionssoldaten zusammen. Die Brigade von General Armistead erreicht als einzige die Unionsstellung, die von Armisteads Freund Hancock befehligt wird. Armistead wird tödlich verwundet, und fast alle Kommandeure und ein Großteil der Soldaten der drei Divisionen werden getötet oder verwundet. Als Lee General Pickett auffordert, seine bei dem Angriff desorganisierte Division für die Verteidigung zu sammeln, erwidert dieser gebrochen: „General Lee, I have no division.“ In diesem Moment wird Lee bewusst, wie schwerwiegend die Niederlage und wie folgenschwer seine Entscheidung zum Angriff auf die schwer verteidigte Zentrumsstellung der Union war.
Mit dem katastrophalen Angriff auf den Cemetery Ridge endet die Schlacht. Lee nimmt vor seinen Soldaten die Schuld an dem Debakel auf sich („This is all my fault“) und befiehlt den Rückzug nach Virginia.

## Besetzung und Synchronisation
Die deutsche Synchronisation entstand unter der Dialogregie von Christoph Seeger durch die Synchronfirma Hermes Synchron GmbH in Potsdam.
| Rolle                               | Darsteller                | Synchronsprecher         |
| ----------------------------------- | ------------------------- | ------------------------ |
| Gen. Robert Edward Lee              | Martin Sheen              | Friedrich Georg Beckhaus |
| Lt. Gen. James Longstreet           | Tom Berenger              | Joachim Tennstedt        |
| Col. Joshua Lawrence Chamberlain    | Jeff Daniels              | Thomas Danneberg         |
| Brig. Gen. Lewis Addison Armistead  | Richard Jordan            | Michael Telloke          |
| Sgt. 'Buster' Kilrain               | Kevin Conway              | Gerd Duwner              |
| Lt. Thomas Chamberlain              | C. Thomas Howell          | Oliver Rohrbeck          |
| Maj. Gen. Isaac R. Trimble          | William Morgan Sheppard   | Klaus Jepsen             |
| Alter Sergeant                      | Frank McGurgan            | Horst Lampe              |
| Brig. Gen. James Johnston Pettigrew | George Lazenby            | Kaspar Eichel            |
| Brig. Gen. James L. Kemper          | Royce D. Applegate        | Roland Hemmo             |
| Brig. Gen. John Buford              | Sam Elliott               | Kurt Goldstein           |
| Brig. Gen. Richard Brooke Garnett   | Andrew Prine              | Jan Spitzer              |
| Brig. Gen. William Barksdale        | Charles Lester Kinsolving | Reinhard Scheunemann     |
| Capt. Atherton W. Clark             | Scott Allan Campbell      | Dirk Müller              |
| Capt. Willis Brewer                 | Dwier Brown               | Hans Hohlbein            |
| Capt. Ellis Spear                   | Donal Logue               | Michael Pan              |
| Col. Edward Porter Alexander        | James Patrick Stuart      | Michael Deffert          |
| Col. George F. Estabrook            | Leonard Termo             | Karl-Heinz Grewe         |
| Col. William Gamble                 | Buck Taylor               | Frank-Otto Schenk        |
| Maj. Gen. Henry Heth                | Warren Burton             | Axel Lutter              |
| Gen. George Pickett                 | Stephen Lang              | Stefan Gossler           |
| Gen. Winfield Scott Hancock         | Brian Mallon              | Hans-Jürgen Wolf         |
| Lt. Col. Arthur Fremantle           | James Lancaster           | Frank Ciazynski          |
| Maj. Gen. John Bell Hood            | Patrick Gorman            | Wilfried Herbst          |
| Col. Strong Vincent                 | Maxwell Caulfield         | Bernd Vollbrecht         |
| Scout Henry T. Harrison             | Cooper Huckabee           | Walter Alich             |
| Maj. Gen. John F. Reynolds          | John Rothman              | K. Dieter Klebsch        |
| Maj. Gen. J. E. B. Stuart           | Joseph Fuqua              | Bernd Schramm            |
| Maj. Gen. George Meade              | Richard Anderson          | Werner Ehrlicher         |
| Lt. Gen. Richard S. Ewell           | Tim Scott                 |                          |
| Sgt. Andrew J. Tozier               | Herb Mitchell             | Reinhard Scheunemann     |
| Erzähler                            | William Morgan Sheppard   | Norbert Langer           |

## Produktion und Veröffentlichung
Der Film sollte ursprünglich als Mini-Serie im Fernsehen laufen. Wegen der hohen Kosten stieg der TV-Sender ABC jedoch aus der Produktion aus, weswegen Medienmogul Ted Turner die Produktion übernahm und den Film in ausgewählten Kinos in den USA veröffentlichte.
Ein Großteil des Films wurde an Originalschauplätzen in und um Gettysburg aufgenommen. Dies war das erste Mal, dass in so großem Stil dort gedreht werden durfte.
Im Film treten mehr als 5000 Statisten (engl. Reenactor) auf. Bei den Szenen von Picketts Angriff kamen mehr als 40 originalgetreu nachgebaute Geschütze zum Einsatz.
In den USA existiert eine um ca. 15 Minuten verlängerte TV-Fassung des Films, die dort auf VHS und Laserdisc veröffentlicht wurde (nicht jedoch auf DVD). Diese Version enthält unter anderem einige erweiterte Szenen mit General Buford am ersten Tag der Schlacht und eine Besprechung zwischen General Lee und seinen Generälen Ewell, A. P. Hill, Rodes und Early nach dem ersten Tag der Schlacht. In Deutschland erlebte der Film keine Kinoverwertung, wurde jedoch auf Blu-ray Disc und im DVD-Format in voller Länge (271 Minuten) veröffentlicht.

## Trivia
- Produzent Ted Turner hat einen Cameo-Auftritt als Colonel Waller T. Patton während Picketts Angriff.
- Filmemacher Ken Burns spielt einen Adjutanten General Hancocks während Picketts Angriff.
- Schauspieler Richard Jordan verstarb kurz nach Ende der Dreharbeiten.
- Obwohl sich die Produktion in Handlung und Ausstattung um höchstmögliche Authentizität zu bemühen scheint, geriet die Darstellung des britischen Schlachtenbummlers Arthur Fremantle (gespielt von James Lancaster) vermutlich fehlerhaft. Fremantle war Hauptmann in den britischen Coldstream Guards und damit zugleich Oberstleutnant der britischen Armee. Für seine USA-Reise hatte er Urlaub genommen und war nicht in offizieller Mission unterwegs. Demnach ist es höchst unwahrscheinlich, dass er während seiner Reise Uniform (wie im Film dargestellt) getragen haben sollte, zumal er in seinen Aufzeichnungen erwähnt, unterwegs nur einen einzigen Zivilanzug besessen zu haben.
Die im Film gezeigte britische Uniform ist zudem historisch nicht korrekt. Im Jahr der Schlacht von Gettysburg trug die britische Armee noch das Uniform-Modell von 1856. Für Offiziere Vorschrift war eine rote geflochtene Seidenschnur auf der linken Schulter (zur Fixierung der über der Schulter getragenen Schärpe); farbige Stoffschulterklappen für Offiziere (wie hier fälschlich gezeigt) wurden erst 1881/87 eingeführt, und zwar zur Felduniform, nicht aber zum Paraderock, in dem aber Fremantle dargestellt wird.
Die Rangabzeichen aus Tressen, Sternen und Kronen wurden bis 1868 nicht auf der Schulter, sondern am Kragen getragen: Fremantle müsste als Garde-Hauptmann zusätzlich zur am oberen und unteren Kragenrand verlaufenden Goldtresse eine Krone am Kragenende kennzeichnen; diese aber fehlt. Ebenso fehlt an den Ärmelaufschlägen die zweite Goldtresse eines Hauptmanns. An der Kopfbedeckung (Forage Cap) fehlen das Regimentsabzeichen (Stern des Hosenbandordens) und das umlaufende schwarze Seidenband mit Eichenblatt-Muster. Zuletzt müsste das Schwertkoppel weiß gefärbt sein, und nicht, wie dargestellt, braun.
- Colonel Chamberlain trägt (zumindest zeitweise) die Uniform eines Lieutenant Colonel mit den zwei silbernen Blättern. Korrekt wäre der silberne Adler.
- Historisch inakkurat ist auch die Bewaffnung der Offiziere mit Degen und das Führen des Kommandos zu Pferde direkt hinter der Feuerlinie. Während der Degen offiziell zur Offiziersuniform gehörte, machte er den Träger jedoch auch zum bevorzugten Ziel gegnerischer Scharfschützen. Schon nach den ersten Gefechten gewöhnten sich überlebende Offiziere deshalb schnell an, sich optisch an die einfachen Soldaten anzupassen.

## Kritiken
„Ein gut fotografierter, bewegender Film, der den Schlachtenverlauf aus dem patriotischen Blickwinkel der damaligen Verlierer darstellt“, befand das Lexikon des internationalen Films. Die Fernsehzeitschrift Prisma lobte den Film ausführlicher:

„In grandiosen Bildern schildert Regisseur Maxwell (‚Kleine Biester‘) Probleme, Gedanken und Ängste von Offizieren und Soldaten beider Kriegsparteien, zeigt taktische Geplänkel und strategische Fehler wie Raffinessen und läßt auch die unglaubliche Brutalität der Schlacht-Gemetzel dieses Krieges nicht außen vor. Dabei badet er aber nicht in überflüssigen Splatter-Effekten. Insgesamt einer der besten Filme des Jahres 1993, der – trotz herausragender und namhafter Besetzung – im Kino leider keinen Einsatz fand.“